# Vezzano sul Crostolo
Vezzano sul Crostolo (Vsân in dialetto reggiano) è un comune italiano di 4 402 abitanti della provincia di Reggio Emilia in Emilia-Romagna.

## Geografia fisica
Vezzano sul Crostolo, sito sulla riva sinistra del Crostolo, sorge a 13 km a sud di Reggio Emilia. Il suo territorio abbraccia le valli dei torrenti Crostolo e Campola nella prima quinta collinare della provincia di Reggio Emilia. Oltre al capoluogo, il territorio comunale, è formato dalle frazioni di Casola Canossa, La Vecchia, Montalto, Paderna e Pecorile. Il comune di Vezzano sul Crostolo che ha una superficie di 37 chilometri quadrati confina a nord con il comune di Quattro Castella, ad est con Albinea e Viano, a sud con Casina e ad ovest con Canossa e San Polo d'Enza.

## Storia
Vezzano fu menzionato per la prima volta in una donazione dell'835 fatta da Cunegonda di Laon, vedova del re Bernardo d'Italia, al monastero di Sant'Alessandro di Parma. Un secondo documento, del monastero di San Prospero di Reggio, ne attesta l'esistenza nel 1097. Nel 1188 gli uomini della località giurarono fedeltà al Comune di Reggio, giuramento che venne rinnovato nove anni più tardi.
Nel corso dei secoli l'economia della zona fu storicamente legata all'estrazione del gesso nelle cave vicino al paese. Con la Restaurazione l'odierno territorio comunale vezzanese fu smembrato e ripartito tra Reggio, Scandiano e San Polo. In quegli stessi anni la strada del Cerreto, che fino ad allora seguiva il corso del torrente Campola per proseguire tortuosamente verso Paullo, venne rettificata e fatta passare attraverso Vezzano e la valle del Crostolo.
Il comune di Vezzano fu istituito nel 1859 per volontà di Luigi Carlo Farini. Nel 1872 la frazione di Mucciatella fu ceduta a Quattro Castella.
Il 24 giugno del 1944, nella frazione de La Bettola, venne perpetrato dai nazifascisti un efferato eccidio, che causò la morte di 32 civili.
Secondo quanto riferito da Renato Curcio ed Alberto Franceschini, nell'agosto del 1970 nella frazione di Pecorile, si sarebbe tenuto un convegno a cui parteciparono un centinaio di delegati dell'organizzazione dell'estrema sinistra milanese Sinistra Proletaria durante il quale sarebbe stata decisa la nascita delle Brigate Rosse.
Dal novembre 2018, Vezzano è gemellato con il comune di Friolzheim in Baden-Württemberg (Germania).

## Monumenti e luoghi d'interesse

### Architetture religiose
- Chiesa di San Martino Vescovo, edificata a Vezzano, risulta attestata nel 1156 e fu consacrata verso la metà dello stesso secolo dal vescovo Adalberio. Nel 1823 fu restaurata nelle forme attuali. L'interno, in ordine dorico, è a navata unica con volta a botte.
- Chiesa di San Michele, situata nella frazione di Paderna, risulta esistente nel XIV secolo.
- Chiesa di Santa Eufemia, situata nella frazione di Casola Canossa, fu citata per la prima volta in un documento dell'XI secolo.
- Chiesa Matildica Sant'Eufemia, situata nella frazione di Pecorile.

### Architetture civili
- Monumento ai caduti. Questo monolite nel parco principale del paese, reca alla base i nomi dei caduti[5] della Grande Guerra.
- Biblioteca Pablo Neruda. Questo luogo di interesse situato vicino alla palestra comunale, funge da biblioteca per l'intero territorio di Vezzano.

## Società

### Evoluzione demografica
Abitanti censiti

### Etnie e minoranze straniere
Al 31 dicembre 2017 gli stranieri residenti nel comune sono 258, pari al 6,1% della popolazione. Di seguito sono riportati i gruppi più consistenti:
- Albania: 45
- Romania: 35
- Marocco: 32
- Tunisia: 23
- Ucraina: 20

## Infrastrutture e trasporti

### Strade
Il centro di Vezzano sul Crostolo è attraversato dalla Strada statale 63 del Valico del Cerreto che consente il collegamento sia con Reggio Emilia sia con l'Appennino reggiano.
Il comune non è raggiungibile direttamente tramite autostrada; il casello più vicino è quello di Reggio Emilia sull'A1 Milano-Napoli.

## Amministrazione
Di seguito è presentata una tabella relativa alle amministrazioni che si sono succedute in questo comune.
| Periodo        | Periodo        | Primo cittadino  | Partito                        | Carica  | Note  |
| -------------- | -------------- | ---------------- | ------------------------------ | ------- | ----- |
| 9 luglio 1985  | 7 luglio 1992  | Maurizia Cucchi  | PCI, PDS                       | Sindaco | [ 8 ] |
| 7 luglio 1992  | 14 giugno 1999 | Graziano Zannoni | -                              | Sindaco | [ 8 ] |
| 14 giugno 1999 | 7 giugno 2009  | Paolo Pagnozzi   | lista civica di centro         | Sindaco | [ 8 ] |
| 8 giugno 2009  | 26 maggio 2019 | Mauro Bigi       | lista civica di centrosinistra | Sindaco | [ 8 ] |
| 27 maggio 2019 | "in carica"    | Stefano Vescovi  | Lista civica SìAmo Vezzano     | Sindaco | [ 8 ] |